# Силазаны
Органосилазаны — кремнийорганические соединения со связями Si—N.
Органосилазаны — бесцветные или окрашенные жидкости, масла или кристаллические вещества, некоторые из них — с резким раздражающим запахом. Олигомерные и полимерные органосилазаны — вещества от вазелиноподобных паст до твердых неплавящихся порошков. Большинство органосилазанов растворимы в инертных органических растворителях. Для полиорганосилазанов с метильными, метилвинильными или метилфенильными группами у атомов Si характерны высокие термо- и влагостойкость, адгезия к стали от 20 до 75 кг/см².
Органоциклодисилазаны — одни из наиболее термостабильных кремнийорганических соединений. Линейные и циклические органосилазаны образуют комплексы с BF3, Al(C2H5)3, TiCl4. Органосилазаны, металлированные по атому азота — c диоксаном, диэтиловым эфиром, ТГФ, пиридином.
На воздухе органосилазаны гидролизуются. Стойкость органосилазанов к гидролизу обратно пропорциональна их основности; электроно-акцепторные заместители у атома азота снижают основность вплоть до полного исчезновения основных св-в, напр, у [(CH3)3Si]3N. При гидролизе органосилазанов образуются силоксановые связи (на 85 %). В кислых средах скорость гидролиза увеличивается.
Органосилазаны реагируют со спиртами, фенолами, кислотами и силанолами с расщеплением силазановой связи и образованием соответствующих алкокси-, арокси- и гидроксипроизводных и силоксановых группировок.
При действии соляной кислоты циклоорганосилазаны расщепляются до диорганодихлорсиланов и аммониевых солей. Переаминирование органосилазанов в зависимости от условий реакции приводит либо к диорганоди(органоамино)силанам, либо к новым N-замещенным циклическим соединениям.
При действии изоцианатов или изотиоцианатов на органосилазаны образуются силилзамещенные производные мочевины. Щелочные металлы (например, в жидком NH3), их амиды, LiAlH4, органические соединения Li и др. металлируют органосилазаны по атому азота.
В промышленности линейные, циклические и полиорганосилазаны получают аммонолизом или аминолизом моно-, ди- и трихлорорганосиланов.
Органосилазаны получают также гомоконденсацией аминосиланов.
Для синтеза органоциклодисилазанов используют реакции обменного разложения, а для синтеза N-органилпроизводных органосилазанов — пиролиз диаминодиорганосиланов при 200—450 °С.
Полиорганосилазаны могут быть получены каталитической поликонденсацией циклоорганосилазанов в присутствии гидроксидов металлов, NH4Br и др.
Применяют органосилазаны в производстве пластмасс (связующие и пропиточные составы), в качестве модификаторов резины для повышения диэлектрических характеристик, адгезивов, отвердителей эпоксидных смол, гидрофобизаторов кожи, шерсти, тканей, металлов; гексаметилдисилазан применяют для синтеза лек. препаратов, для модификации твердых носителей в ГЖХ, для т. наз. силильной защиты в орг. синтезе.